# Yoav Freund
Yoav Freund (* 4. Mai 1961) ist ein israelisch-US-amerikanischer Informatiker.
Freund nahm am israelischen Talpiot Programm teil und studierte Informatik an der University of California, Santa Cruz, wo er 1993 bei Manfred Warmuth (und David Haussler)  promoviert wurde (Data filtering and distribution modeling algorithms for machine learning). Er ist Professor an der University of California, San Diego.
Mit Robert Schapire führte er 1995 einen Meta-Algorithmus vom Boosting-Typ in das Maschinenlernen ein, der adaptiv andere Lernalgorithmen benutzt, diese bewertet und das Gesamtergebnis optimiert (AdaBoost, Adaptive Boost).
Er befasst sich mit Anwendungen des Maschinenlernens und der Statistik zum Beispiel in der Bioinformatik, Bild- und Signalverarbeitung. Komplexe Bildverarbeitungsaufgaben, an denen er arbeitet, ergeben sich in der Biologie zum Beispiel in der Untersuchung der Genaktivitäten in den Zellen von Fliegenembryos mit Fluoreszenz-in-situ-Hybridisierung (FISH). Er untersucht auch Anwendungen des Maschinenlernens in der Biologie bei der  Verknüpfung umfangreicher experimenteller und Datenbank Informationen mit unterschiedlichen Zuverlässigkeitsgrades.
2003 erhielt er mit Robert Schapire den Gödel-Preis und 2004 erhielten beide den Paris-Kanellakis-Preis.